# Frederik Herman Otto van Hohenzollern-Hechingen
Frederik Herman Otto van Hohenzollern-Hechingen (Namen, 22 juli 1776 - Hechingen, 13 september 1838)), in het Duits Friedrich Hermann Otto, was een regerende vorst van het vorstendom Hohenzollern-Hechingen van 1810 tot 1838.

## Lage Landen
Zijn ouders waren Herman Maria Frederik (1751-1810), vorst van Hohenzollern-Hechingen (1798-1810), en zijn tweede echtgenote prinses Maximilienne van Gavere. Zijn ouders woonden in de Oostenrijkse Nederlanden en hadden bovendien bezittingen in het prinsbisdom Luik, bijvoorbeeld het kasteel van Mouffrin en het kasteel van Geulle. Beide landstreken werden later veroverd door de Fransen.

## Rooms-Duitse Rijk
Frederik volgde militaire school in Stuttgart en in Wenen en combineerde dit met studies aan Duitse universiteiten. In 1798, jaar van zijn vaders troonsbestijging, verbleef hij in Wenen aan het keizerlijk hof. Op vraag van zijn vader, sloeg Frederik erin het vorstendom van zijn vader te erkennen als soeverein vorstendom. In deze periode in Wenen leerde Frederik zijn vrouw kennen, de Boheemse prinses Pauline, hertogin van Sagan. Zij was de dochter van rijksgraaf Peter van Biron. Zij huwden in 1800 en hun (enig) kind Frederik Willem werd in 1801 in Sagan geboren. Het koppel leefde één jaar samen in Berlijn maar nadien gingen hun wegen uiteen.

## Franse keizerrijk
Zijn vader stuurde hem in 1801 naar Parijs met een nieuwe opdracht: een compensatie bekomen voor de familiebezittingen in de Lage Landen die de Fransen geconfisqueerd hadden. Frederik verwierf enkele Duitse heerlijkheden voor het vorstendom van zijn vader (zie verder: vorstendom Hohenzollern-Hechingen). In 1806 trad zijn vader toe, samen met andere Duitse vorsten, tot de Rijnbond, in bondgenootschap met de Franse keizer Napoleon Bonaparte. Frederik werd officier in de legers van Napoleon, tot in Rusland. In deze Russische campagne werd Frederik verminkt doch hij overleefde het (1812).  Tussenin volgde hij zijn vader na diens dood (1810) op als soevereine vorst van Hohenzollern-Hechingen. Na de Slag bij Leipzig (1813) wisselde Frederik van kant en zat als een van de overwinnaars aan tafel bij het Congres van Wenen (1815).

## Duitse Bond
Zoals andere Duitse vorsten sloot Frederiks vorstendom Hohenzollern-Hechingen aan bij de Duitse Bond na de val van Napoleon. Hij knoopte goede relaties aan met het koninkrijk Pruisen. Frederik wisselde het bestuur van zijn prinsdom af met verblijven in kuuroorden, zoals in Baden bei Wien. Hij verlichtte er de pijnen van zijn oorlogswonden. In zijn prinsdom hervormde hij de gemeenten en hield zo het midden tussen autoritair benoemde bestuursleden en verkozen bestuursleden. De katholieke Frederik en zijn protestantse familie uit Pruisen gingen akkoord om de voorvaderlijke burcht Hohenzollern gezamenlijk te restaureren. Frederiks zoon, Frederik Willem, nam progressief het landsbestuur van hem over, terwijl zijn schoondochter, Eugénie de Beauharnais, kleindochter van Napoleon, hem verzorgde. Bedlegerig geworden, stierf hij in 1838 en werd door zijn zoon opgevolgd.